# Villencourt (rivière)
Ne doit pas être confondu avec Willencourt ou Villoncourt.
 (janvier 2016).
Si vous disposez d'ouvrages ou d'articles de référence ou si vous connaissez des sites web de qualité traitant du thème abordé ici, merci de compléter l'article en donnant les références utiles à sa vérifiabilité et en les liant à la section « Notes et références ».

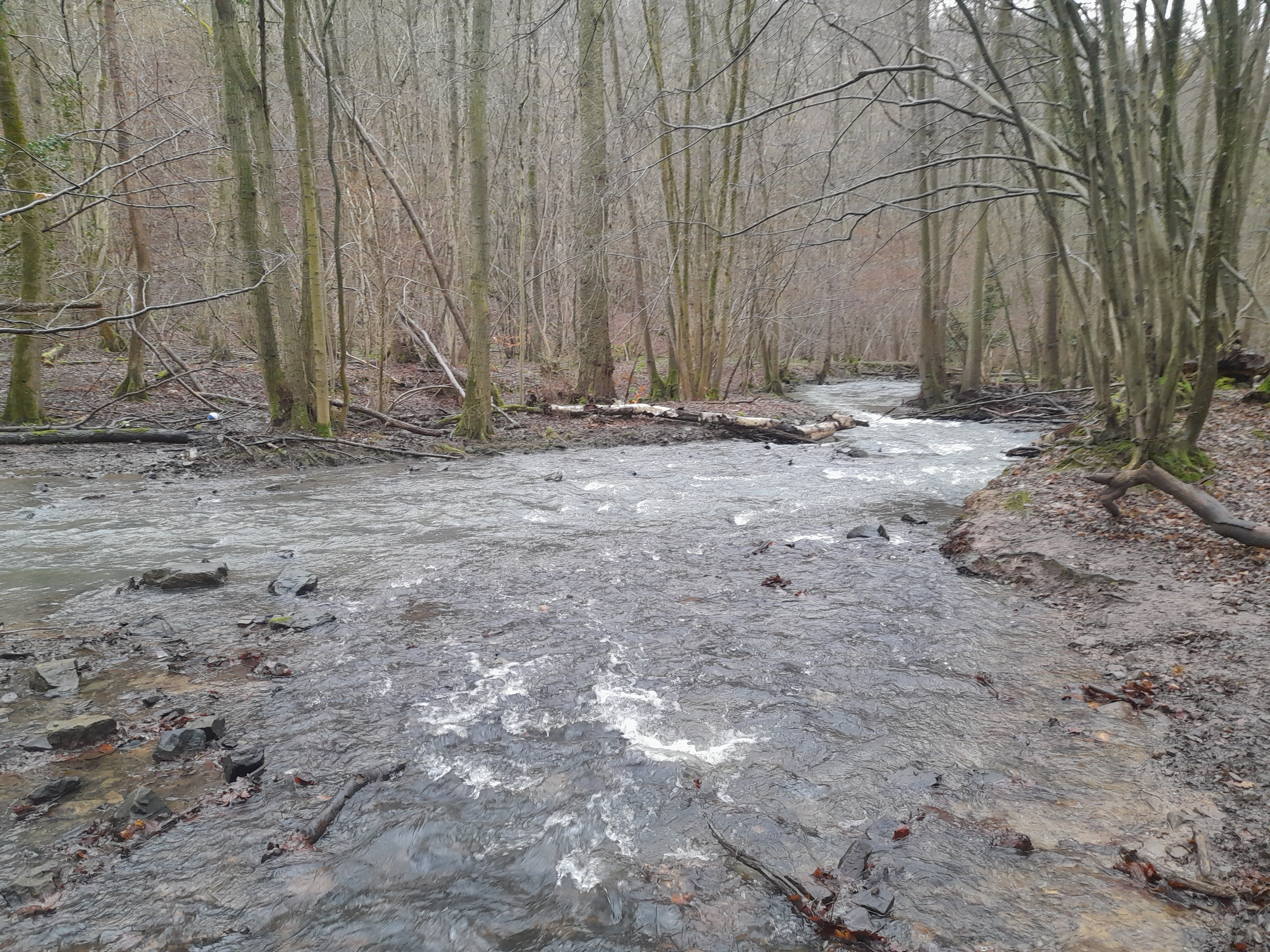
ruisseau de Villencourt

Le Villencourt est un cours d'eau de Belgique, affluent de la Meuse et faisant donc partie de son bassin versant. Il coule en province de Liège et se jette dans la Meuse au Val-Saint-Lambert à la limite des communes de Seraing et de Flémalle.

## Parcours
Le ruisseau prend le nom de Villencourt quand deux ruisseaux, celui de la Neuville et celui de la Vecquée, se rejoignent pour aller se jeter en rive droite de la Meuse quelque trois kilomètres plus loin au Val-Saint-Lambert, cette ancienne abbaye devenue une cristallerie réputée. Ce ruisseau d'une largeur d'environ 4 mètres sert de limite aux communes de Flémalle et de Seraing. Les 300 derniers mètres du Villencourt sont souterrains (zone industrielle).Environ 800m en amont de l'entrée du souterrain menant à sa confluence avec la Meuse, le ruisseau se divise artificiellement en 2 parties: le bras de gauche a été canalisé pour alimenter l'ancien bief du moulin de Villencourt, aujourd'hui disparu.
Le ruisseau de la Neuville naît à une altitude de 258 m. dans la commune de Nandrin à côté de la N.63 (Route du Condroz Liège - Marche-en-Famenne) au lieu-dit La Tolle entre Saint-Séverin et Rimière. Il traverse le bois des Haies des Moges, alimente les étangs d'Éhein (pêcherie), arrose Neuville-en-Condroz où un bief conduit aux plans d'eau du château de la Neuville. Le cours d'eau pénètre ensuite en Ardenne condrusienne dans le bois de Neuville jusqu'à sa rencontre avec le ruisseau de la Vecquée. Le ruisseau de la Neuville coule sur une longueur approximative de 5 kilomètres.
Le ruisseau de la Vecquée appelé aussi ruisseau du Chéra prend sa source à une altitude de 264 m. dans le bois de la Vecquée pour la totalité de son cours de 3 kilomètres. Son cours rapide passe dans la réserve naturelle du Plateau des Sources.